# 南部信依
南部 信依（なんぶ のぶより）は、江戸時代中期の大名。陸奥国八戸藩の第6代藩主。官位は従五位下・甲斐守。

## 略歴
第5代藩主・南部信興の嫡男として誕生。母は織田長亮の娘。
明和2年（1765年）、父の隠居により跡を継いだ。明和4年（1767年）から正木太郎太夫に兵学を学んだ影響から、明和7年（1770年）に武芸練習所を設置して武芸を大いに奨励した。藩政においては安永4年（1775年）に凶作・大飢饉に見舞われるなど、多難を極めた。
天明（1781年）2月9日、かねてからの病気により、家督を長男・信房に譲って隠居する。同年6月7日に35歳で死去した。墓所は東京都港区芝の金地院。

## 系譜
父母
- 南部信興（父）
- 織田長亮の娘（母）

正室
- 慶 ー 伊達村信の娘

側室
- 織瀬 ー 鈴木幸右衛門の娘

子女
- 南部信房（長男）
- 南部依晴（次男）
- 南部信真（三男）生母は織瀬（側室）
- 織田長孺正室